# Noalhat
Noalhat is een gemeente in het Franse departement Puy-de-Dôme (regio Auvergne-Rhône-Alpes) en telt 215 inwoners (2005). De plaats maakt deel uit van het arrondissement Thiers.

## Geografie
De oppervlakte van Noalhat bedraagt 5,1 km², de bevolkingsdichtheid is 42,2 inwoners per km².
De onderstaande kaart toont de ligging van Noalhat met de belangrijkste infrastructuur en aangrenzende gemeenten.

## Demografie
Onderstaande figuur toont het verloop van het inwonertal (bron: INSEE-tellingen).